# 巴特黑伦阿尔布
巴特黑伦阿尔布（德語：Bad Herrenalb，發音：[baːt ˈhɛʁənˌʔalp] ⓘ）是德国巴登-符腾堡州卡尔斯鲁厄行政区卡尔夫县的城市，面积53.19平方千米，2023年12月31日人口为8,284人。